# AC Bad Reichenhall
Der 1. Bad Reichenhaller Athletik-Club 1901 e. V. (AC Bad Reichenhall) ist ein Sportverein in Bad Reichenhall. Die größten Erfolge errang der Verein mit der Ringerabteilung, die mehrfach in der Ringer-Bundesliga vertreten war und 7 Olympiateilnehmer aufzuweisen hat.

## Geschichte
Am 24. September 1901 wurde der Verein als „Athletenclub Bad Reichenhall“ gegründet.

## Struktur
Der Verein verfügt über eine Sparte, Ringen.

## Bekannte Sportler
- Paul Bömer (auch für andere Sportvereine angetreten)
- Bartolomäus Brötzner (auch für andere Sportvereine angetreten)
- Franz Berger (auch für andere Sportvereine angetreten)